# 柳贤知
柳贤知（韩语： Yu Hyeonji，1984年7月16日—），生于仁川广域市，韩国女子手球运动员，司职进攻球员，2014年亚洲运动会女子手球金牌得主、2018年亚洲运动会女子手球金牌得主。